# Loggia dei Lanzi

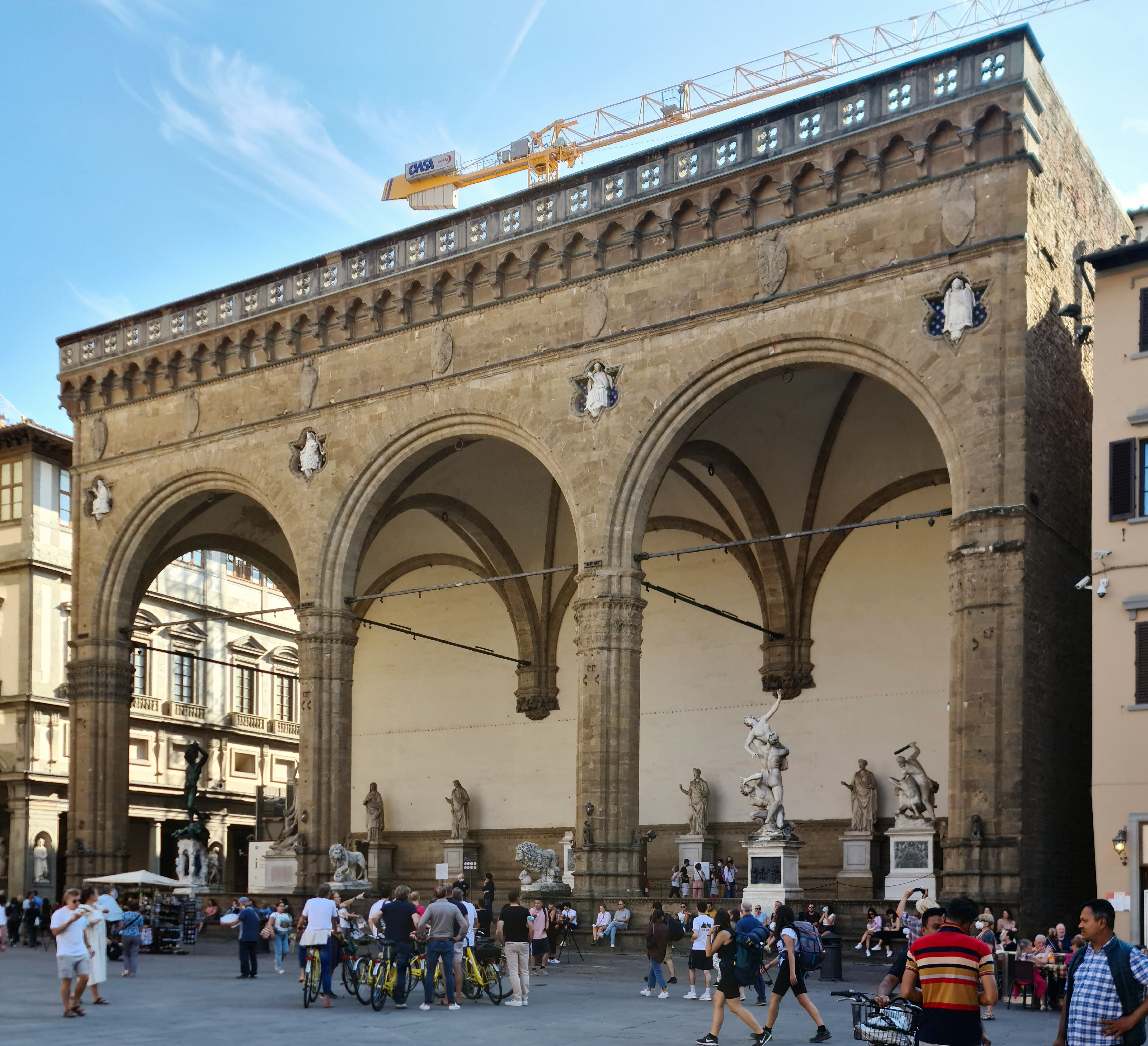
Loggia dei Lanzi

Die Loggia dei Lanzi (auch Loggia della Signoria genannt) ist ein Bauwerk an der Piazza della Signoria in Florenz.
Der Arkadenbau wurde zwischen 1376 und 1382 von Benci di Cione und Simone di Francesco Talenti im gotischen Stil erbaut. Der Bau diente ursprünglich Kundgebungen und Empfängen der Republik Florenz und wurde später nach den im 16. Jahrhundert hier untergebrachten Landsknechten (Lanzichenecchi) Cosimo I. de’ Medicis benannt.
Die Feldherrnhalle in München wurde nach dem Vorbild der Loggia dei Lanzi erbaut.

## Statuen

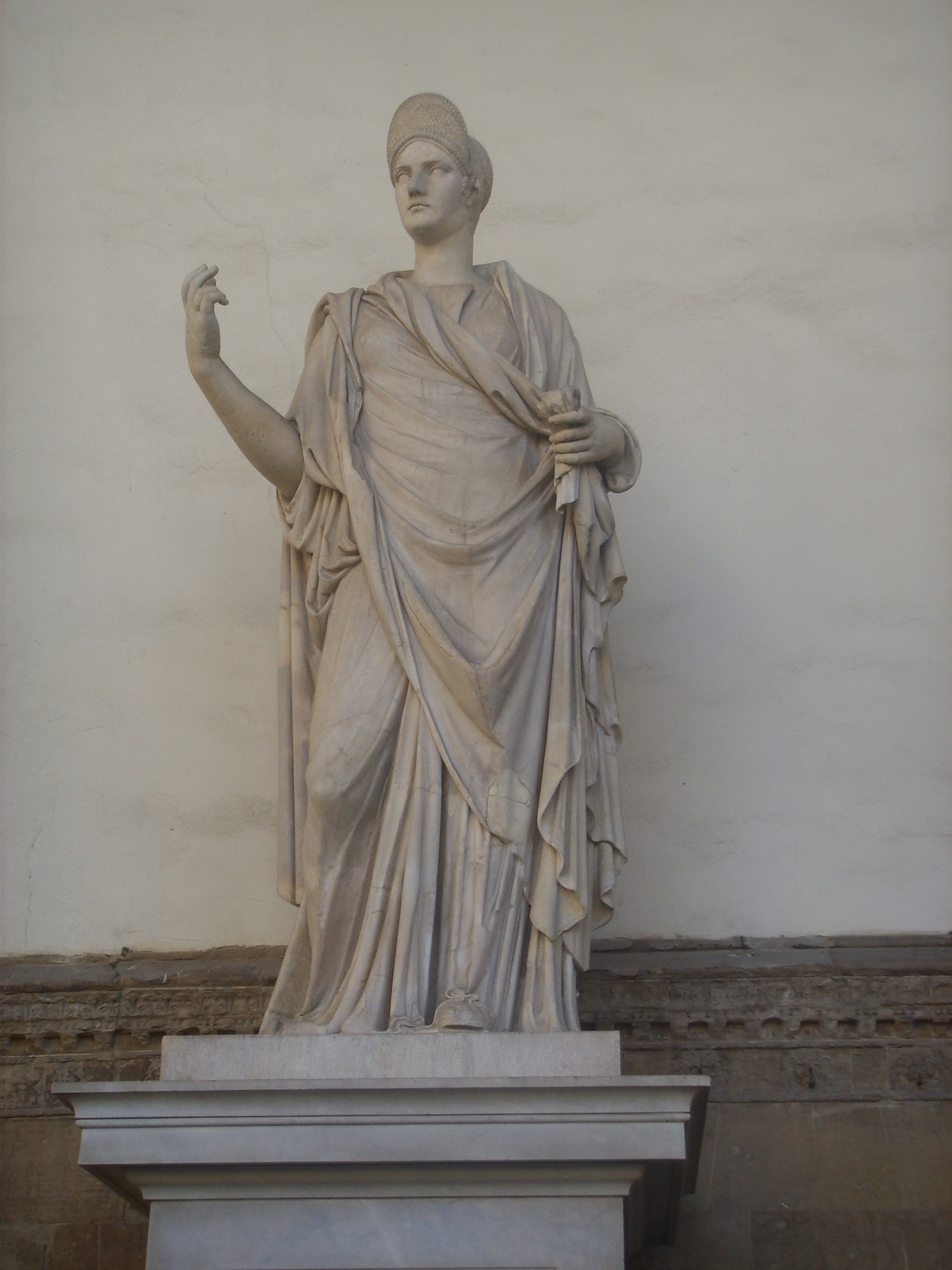
Römische Statue, 2. Jahrhundert
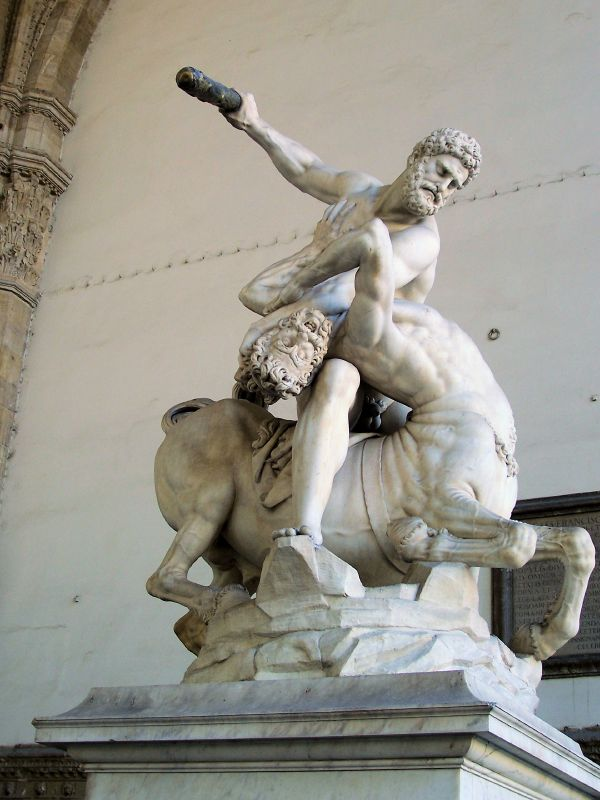
Herkules und Nessos von Giambologna
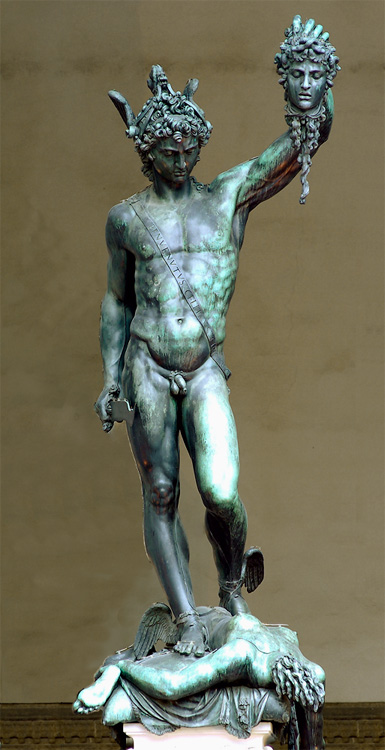
Perseus mit dem Haupt der Medusa von Benvenuto Cellini
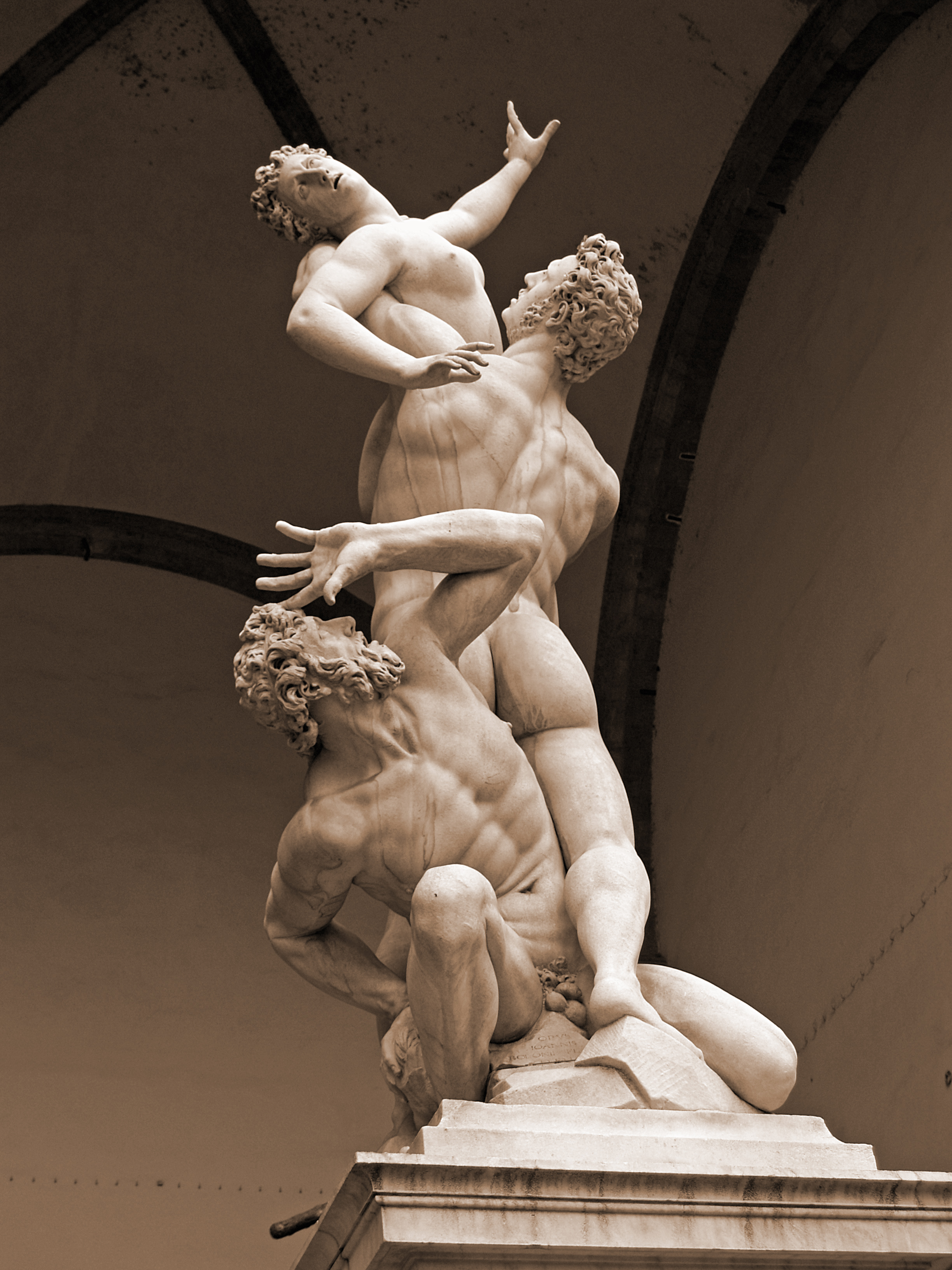
Der Raub der Sabinerinnen von Giambologna
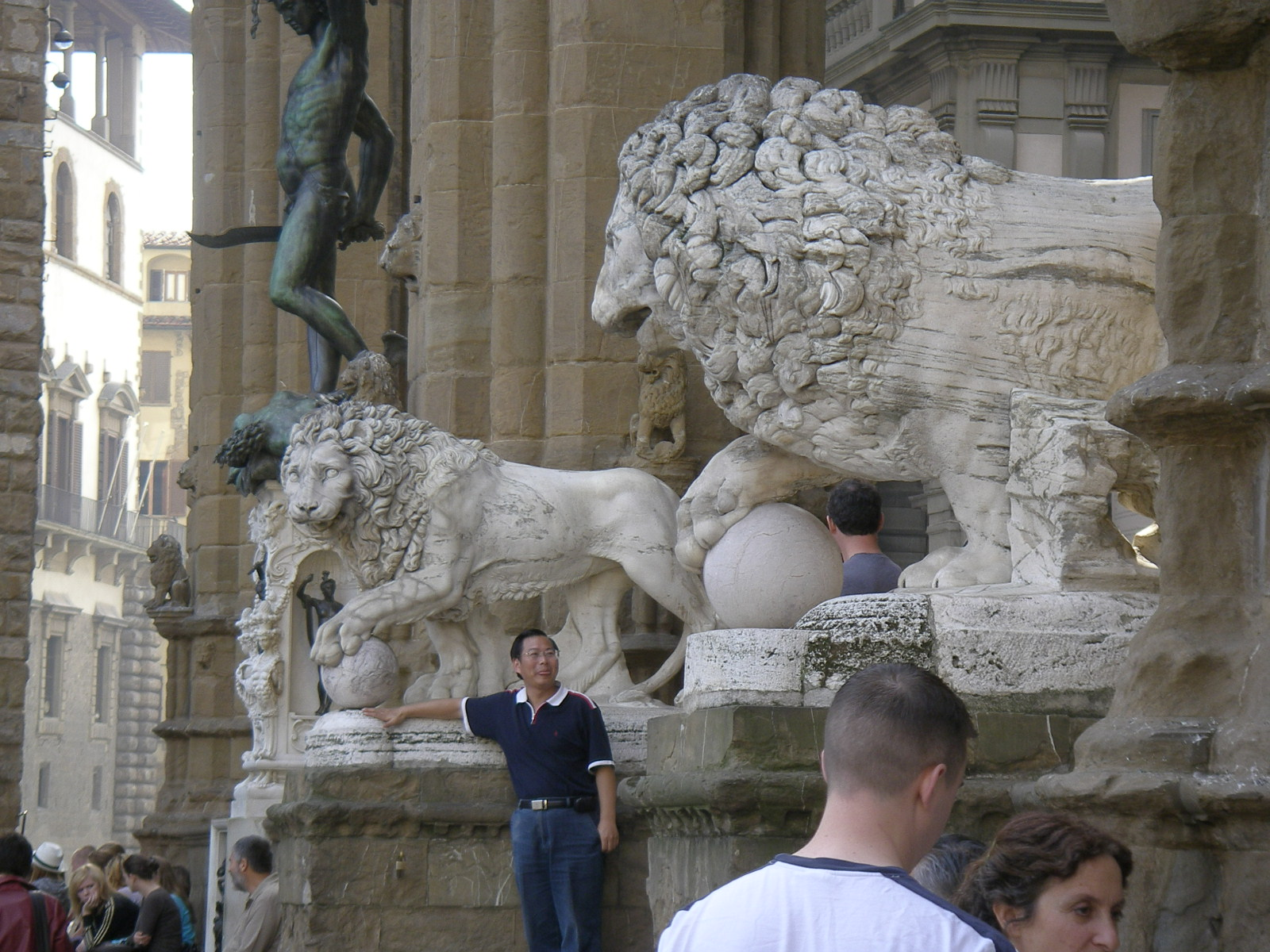
Die Medici-Löwen